# Donfeld
Donald Lee Feld — né le 3 juillet 1934 à Los Angeles (Californie), ville où il est mort le 3 février 2007 — est un costumier américain, connu comme Donfeld (ou Don Feld).

## Biographie
Au cinéma, Donfeld conçoit des costumes pour quarante-trois films américains (ou en coproduction), les cinq premiers sortis en 1961 (dont Les lauriers sont coupés de José Ferrer, avec Carol Lynley et Jeff Chandler) ; le dernier est Un père en cavale de Darrell Roodt (avec Patrick Swayze et Halle Berry), sorti en 1993.
Entretemps, citons Le Jour du vin et des roses de Blake Edwards (1962, avec Jack Lemmon et Lee Remick), On achève bien les chevaux de Sydney Pollack (1969, avec Jane Fonda et Michael Sarrazin), Le Syndrome chinois de James Bridges (1979, avec Jane Fonda, Jack Lemmon et Michael Douglas) et L'Honneur des Prizzi de John Huston (1985, avec Jack Nicholson et Kathleen Turner).
Signalons aussi sa participation au film britannique de la série des James Bond Les diamants sont éternels de Guy Hamilton (1971, avec Sean Connery et Jill St John).
Durant sa carrière, il obtient quatre nominations à l'Oscar de la meilleure création de costumes (voir détails ci-après), mais n'en gagne pas.
À la télévision, Donfeld travaille sur cinq téléfilms diffusés entre 1978 et 1986. Mais surtout, il est le créateur des costumes de Lynda Carter pour la série Wonder Woman (1975-1979).

## Filmographie partielle

### Cinéma
(films américains, sauf mention contraire ou complémentaire)
- 1961 : Sanctuaire (Sanctuary) de Tony Richardson
- 1961 : Les lauriers sont coupés (Return to Peyton Place) de José Ferrer
- 1962 : M. Hobbs prend des vacances (Mr. Hobbs Takes a Vacation) d'Henry Koster
- 1962 : Le Jour du vin et des roses (Days of Wine and Roses) de Blake Edwards
- 1964 : L'Amour en quatrième vitesse (Viva Las Vegas) de George Sidney
- 1964 : La mort frappe trois fois (Dead Ringer) de Paul Henreid
- 1964 : L'Outrage (The Outrage) de Martin Ritt
- 1964 : Les Sept Voleurs de Chicago (Robin and the 7 Hoods) de Gordon Douglas
- 1965 : Le Kid de Cincinnati (The Cincinnati Kid) de Norman Jewison
- 1965 : La Grande Course autour du monde (The Great Race) de Blake Edwards
- 1966 : La Poursuite impitoyable (The Chase) d'Arthur Penn
- 1967 : Croisière surprise (Double Trouble) de Norman Taurog
- 1967 : Comment réussir en amour sans se fatiguer (Don't Make Waves) d'Alexander Mackendrick
- 1967 : Hombre de Martin Ritt
- 1967 : Luv de Clive Donner
- 1969 : Folies d'avril (The April Fools) de Stuart Rosenberg
- 1969 : On achève bien les chevaux (They Shoot Horses, Don't They?) de Sydney Pollack
- 1970 : La Pluie de printemps (A Walk in the Spring Rain) de Guy Green
- 1971 : Les diamants sont éternels (Diamonds Are Forever) de Guy Hamilton (film britannique – costumes de Jill St John)
- 1973 : Tom Sawyer de Don Taylor
- 1976 : Viol et Châtiment (Lipstick) de Lamont Johnson (+ décorateur)
- 1977 : Touche pas à mon gazon (Fun with Dick and Jane) de Ted Kotcheff
- 1978 : Les Guerriers de l'enfer (Who'll Stop the Rain) de Karel Reisz (costumes de Tuesday Weld)
- 1978 : La Grande Cuisine (Who Is Killing the Great Chiefs of Europe?) de Ted Kotcheff (film germano-américain)
- 1979 : Le Syndrome chinois (The China Syndrome) de James Bridges
- 1981 : Inchon de Terence Young (film américano-coréen – costumes de Jacqueline Bisset)
- 1983 : Brainstorm de Douglas Trumbull
- 1983 : Class de Lewis John Carlino (costumes de Jacqueline Bisset)
- 1985 : L'Honneur des Prizzi (Prizzi's Honor) de John Huston
- 1987 : La Folle Histoire de l'espace (Spaceballs) de Mel Brooks
- 1989 : Un flic à Chicago (Next of Kin) de John Irvin
- 1992 : Gladiateurs (Gladiator) de Rowdy Herrington
- 1993 : Un père en cavale (Father Hood) de Darrell Roodt

### Télévision
(téléfilms, sauf mention contraire)
- 1975-1978 : Wonder Woman, série, saisons 1 à 3, 60 épisodes (intégrale – costumes de Lynda Carter)
- 1978 : Le Pirate (The Pirate) de Ken Annakin
- 1981 : The Star Maker de Lou Antonio
- 1981 : Saïgon 68 (Fly Away Home) de Paul Krasny
- 1984 : L'Héritage fatal (The Cartier Affair) de Rod Holcomb
- 1986 : Les Choix de vie (Choices) de David Lowell Rich (costumes de Jacqueline Bisset)

## Distinctions (sélection)
- Quatre nominations à l'Oscar de la meilleure création de costumes :
  - En 1963, catégorie noir et blanc, pour Le Jour du vin et des roses ;
  - En 1970, pour On achève bien les chevaux ;
  - En 1974, pour Tom Sawyer ;
  - Et en 1986, pour L'Honneur des Prizzi.